# Badahare
Badahare (nep. बडहरे) – gaun wikas samiti we wschodniej części Nepalu w strefie Sagarmatha w dystrykcie Khotang. Według nepalskiego spisu powszechnego z 2001 roku liczył on 283 gospodarstw domowych i 1688 mieszkańców (879 kobiet i 809 mężczyzn).